# 希霍纳
希霍纳，是西班牙巴伦西亚自治区阿利坎特省的一个市镇。总面积164km2，总人口6879人（2020年），人口密度44人/km2。